# Johan de Witt (schip, 1920)
De Johan de Witt was een passagiersschip gebouwd door de Nederlandsche Scheepsbouw Maatschappij in Amsterdam. Het werd tewatergelaten op 2 mei 1919. Het schip begon zijn eerste reis op 27 juli 1920 van Amsterdam via Southampton en Suez naar Nederlands Oost-Indië. In de Tweede Wereldoorlog deed het schip dienst als troepenschip vanuit Sydney. Van 1945 tot 1948 kwam het schip weer in de vaart bij Stoomvaart Maatschappij "Nederland". Op 15 december 1948 werd het schip verkocht aan Compania Maritima del Este, Panama waar het onder de naam Neptunia in de vaart bleef tot 2 november 1957 toen het op Daunts Rock bij Cobh aan de grond liep. 
In maart 1958 werd het schip weer drijvend gemaakt en naar Nederland versleept om daar gesloopt te worden.